# 戴德伍德 (加利福尼亞州比尤特縣)
戴德伍德（英語：Deadwood）是位於美國加利福尼亞州比尤特縣的一個非建制地區。該地的面積和人口皆未知。

## 地理
戴德伍德的座標為39°44′33″N 121°31′29″W / 39.74250°N 121.52472°W，而該地的平均海拔高度為524米（即1719英尺）。